# خوسه خولیا
خوسه خولیا (اسپانیایی: José Julia‎؛ زادهٔ ۱ ژوئیهٔ ۱۹۷۹) دوچرخه‌سوار اهل اسپانیا است.